# Романишин Роман Дмитрович
Романишин Роман Дмитрович (* 1957, Тлумач, Івано-Франківська область) — український художник, графік, живописець, скульптор.

## Життєпис
Закінчив Львівське училище прикладного та декоративного мистецтва ім. Івана Труша і Львівський державний інститут прикладного та декоративного мистецтва.
Член Спілки художників України з 1987 року.
Живе та працює у Львові.

## Графіка
Роман Романишин володіє практично всіма відомими графічними техніками. Він є одним з найвідоміших графіків Європи, котрі займаються кольоровим офортом (глибокий друк). Зокрема особливу славу як графік Роман Романишин здобув за віртуозне володіння технікою кольорового офорту, друкованого в три дошки.

## Живопис
Роман Романишин творить в техніці олійного живопису на полотні, а також в техніці левкасу на дерев'яній основі. Для творчості Романа Романишина характерними є глибина та насиченість кольорів, наповнення творів символами та знаками, котрі перегукуються з народним мистецтвом.

## Скульптура
Художник працює з такими матеріалами як бронза, камінь, дерево. Його скульптурні твори часто є кінетичними. Працюючи зокрема з бронзою, Роман Романишин максимально використовує всі якості матеріалу. Головним мотивом серії робіт «Гори» є звук, добутий вдарянням каменя об поверхню бронзової дзвоноподібної форми.

## Галерея
| Зображення | Назва                | Датування | Розміри, матеріал                   |
| ---------- | -------------------- | --------- | ----------------------------------- |
|            | Меланхолійна         | 2024      | Бронза, 31х7х6 см                   |
|            | Маятник              | 2010      | Полотно, олія, 110x150 см           |
|            | Синя                 | 2012      | Дерево, левкас, олія, 144x51 см     |
|            | Піраміда, інсталяція | 2019      |                                     |
|            | Fortuna Virilis      | 2019      | Кольоровий офорт, 3 дошки, 15x25 см |
|            | Червоно-чорний птах  | 2019      | Кольоровий офорт, 3 дошки, 18x24 см |